# Consell General de les Boques del Roine

Logo del Consell General

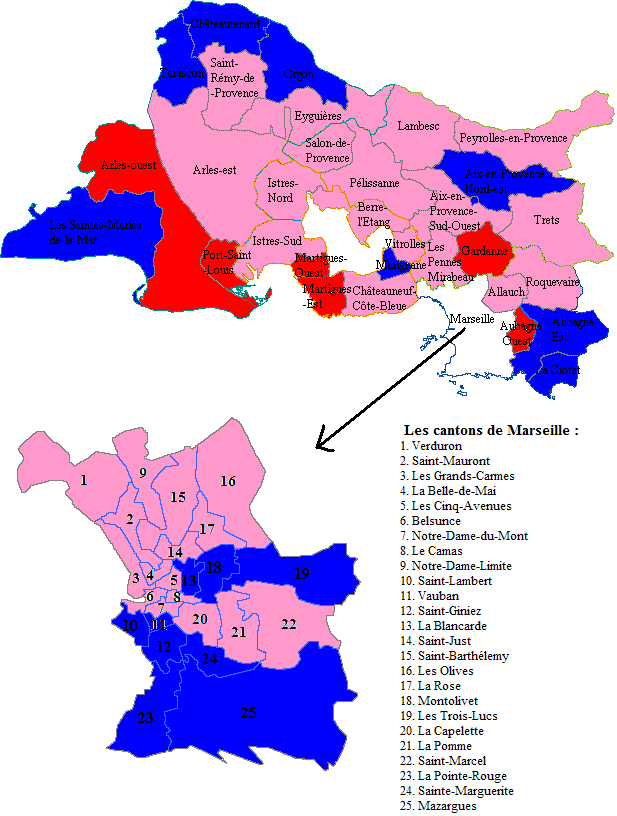
Color polític dels cantons del Departament

El Consell General de les Boques del Roine (en occità Conselh Generau de Bocas de Ròse) és l'assemblea deliberant executiva del departament francès de la Boques del Roine, a la regió del Provença – Alps – Costa Blava.
La seu es troba a Marsella i des de 1998 el president és Jean-Noël Guérini (PS).

## Antics presidents
| President | President           | Partit | Dates   |
|           | Jean Graille        | PS     | 1961-64 |
|           | Victor Savine       | PS     | 1964-67 |
|           | Louis Philibert     | PS     | 1967-89 |
|           | Lucien Weygand      | PS     | 1989-98 |
|           | François Bernardini | PS     | 1998    |
|           | Jean-Noël Guérini   | PS     | 1998-   |

## Composició
El març de 2008 el Consell General de la Boques del Roine era constituït per 57 elegits pels 57 cantons de les Boques del Roine.
| Partit                        | Sigles | Electes |
| ----------------------------- | ------ | ------- |
| Majoria (39 escons)           |        |         |
| Partit Socialista             | PS     | 33      |
| Partit Comunista              | PCF    | 6       |
| Oposició (18 escons)          |        |         |
| Unió pel Moviment Popular     | UMP    | 13      |
| Divers Droite                 | DVD    | 5       |
| President del Consell General |        |         |
| Jean-Noël Guérini (PS)        |        |         |